# Tubercule génital
Un tubercule génital, tubercule phallique ou structure clitoriphallique est un corps de tissu présent dans le développement du système reproducteur des amniotes. Il se forme dans la région ventrale caudale des embryons de mammifères des deux sexes et se développe finalement en un phallus primordial. Chez le fœtus humain, le tubercule génital se développe vers la quatrième semaine de gestation et, à la neuvième semaine, il devient de manière reconnaissable soit un clitoris, soit un pénis. Il ne faut pas confondre celui-ci avec le tubercule de Muller qui est une prolifération de l'endoderme induite par les canaux de Müller. Même après le développement du phallus, en tant que tige pénienne ou en tant que tige clitoridienne, le terme tubercule génital demeure, mais seulement comme son extrémité terminale, qui se développe soit en gland du pénis, soit en gland du clitoris.
Lors du développement du fœtus masculin, les deux côtés du tubercule se rapprochent ventralement, formant un tube qui entoure l'urètre masculin. Les deux ailes du gland fusionnent sur la ligne médiane pour former le septum du gland. Chez le fœtus féminin, le tubercule est attaché aux plis vestibulaires qui restent non fusionnés, formant les petites lèvres et le vestibule vulvaire entre les deux. Le tubercule génital est sensible à la dihydrotestostérone et riche en 5-alpha réductase, de sorte que la quantité de testostérone fœtale présente après le deuxième mois est un déterminant majeur de la taille du phallus à la naissance.

## Voir également
- Micropénis
- Différenciation sexuelle